# Территориальная прелатура Шнайдемюля

Карта территориальной прелатуры Шнайдемюля

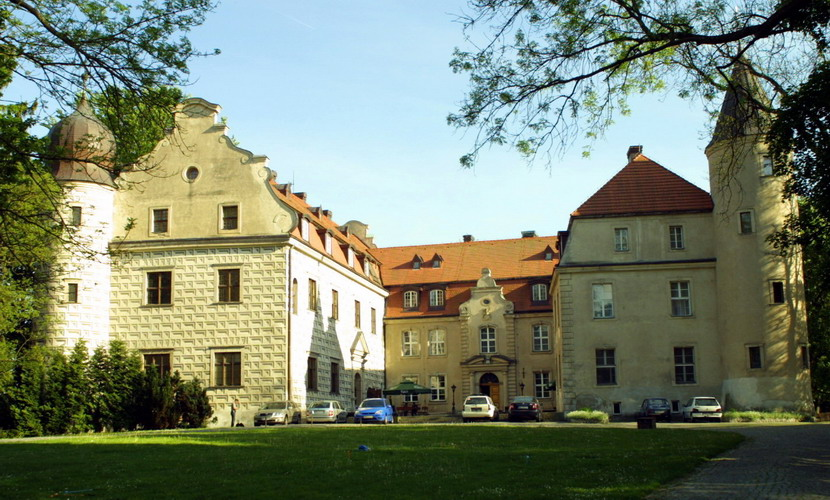
Замок в Тучно, резиденция ординария территориальной прелатуры Шнайдемюля с 1920 по 1927 гг.

Территориальная прелатура Шнайдемюля (лат. Territorialis Praelatura Schneidemuhlensis , пол. Niezależna Prałatura Pilska, нем. Prälatur Schneidemühl) — территориальная прелатура Римско-Католической церкви, существовавшая с 1920 по 1972 год. Кафедральным собором территориальной прелатуры Шнайдемюля до 1945 года была церковь Святого Семейства в городе Пила.

## История
Территориальная прелатура Шнайдемюля была образована в 1920 году Римским папой Бенедиктом XV в результате изменения границ между Польшой и Восточной Пруссией после I Мировой войны. Ранее территория, на которой образовалась территориальная прелатура Шнайдемюля, принадлежала епархиям Вроцлава и Пельплина.
В 1918 году после восстановления Польского государства некоторые приходы, входившие в митрополию Гнезно-Познаня, оказались за пределами Польши. В 1920 году митрополит гнезно-познанский Эдмунд Дальбор учредил апостольскую делегатуру для 45 приходов, насчитывающих до 100 тысяч верующих и назначил каноника из Познани священника Роберта Вайманна генеральным викарием апостольской делегатуры. В это же самое время ординарий епархии Пельплина епископ Августин Розентретер отказался подчинить новообразованной апостольской делегатуре приходы, которые ранее входили в его епархию. В 1922 году Святой Престол присоединил бывшие приходы епархии Пельплина к апостольской делегатуре. 10 августа 1923 года Святой Престол возвёл апостольскую делегатуру для бывших польских приходов в ранг территориальной прелатуры с центром в городе Тучно. Новая католическая церковная структура объединяла около 330 тысяч верующих.
В 1925 году после смерти Роберта Вайманна его преемником стал священник Максимилиан Каллер, который центром своей резиденции сделал город Пила. В 1929 году после заключения конкордата между Ватиканом и Восточной Пруссией апостольская администратура Тучно вошла в митрополию Вроцлава.
В конце II Мировой войны ординарий апостольской админстратуры священник Франц Хартц бежал в Германию, где умер в 1953 году в городе Хюльс около Крефельда. После изменения границ между Польшей и Германией территориальная прелатура оказалась полностью на территории Польши. 1 августа 1945 года польский примас кардинал Август Хлонд назначил апостольским администратором территориальной прелатуры священника Эдмунда Новицкого для польской части епархии Берлина и перенёс резиденцию территориальной прелатуры в город Гожув-Велькопольский.
В 1972 году Римский папа Павел VI издал буллу Episcoporum Poloniae coetus, которой упразднил территориальную прелатуру, разделив её территорию между епархиями Гожува и Кошалина-Колобжега.

## Ординарии территориальной прелатуры
- священник Роберт Вайман (1920—1925);
- священник Максимилиан Каллер (1925—1930);
- священник 1930—1945: ks. prał. Франц Харц (1930—1945);
- священник Эдмунд Новицкий (1945—1951);
- священник Тадеуш Залучковский (1951—1952);
- священник Зыгмунт Шеланжек (1952—1956);
- священник Юзеф Михальский (1956—1958);
- священник Вильхельм Плюта (1958—1972).

## Источник
- Die Apostolische Administratur Schneidemühl. Ein Buch für das katholische Volk, Franz Westpfahl (ed.), Schneidemühl: Verlag des Johannesboten, 1928.
- Kirchliches Handbuch für das katholische Deutschland, Amtliche Zentralstelle für Kirchliche Statistik des Katholischen Deutschlands (ed.), Cologne: Bachem, 1909—1943, here: vol. 20 '1937/1938' (publ. 1937), vol. 21: '1939/1940' (publ. 1939) and vol. 22 '1943' (publ. 1943).